# ألان مارش
ألان مارش (بالإنجليزية: Allan Marsh)‏ هو سباح جامايكي، ولد في 8 نوفمبر 1962.

## وصلات خارجية
- ألان مارش على موقع الاتحاد الدولي للسباحة (الإنجليزية)
- ألان مارش على موقع أوليمبيديا (الإنجليزية)